# Juventude Chega
A Juventude CHEGA (sigla: JCH; estilizado em caixa alta) é uma juventude partidária portuguesa, de ideologia populista, de direita radical, nacionalista, conservador, sendo o seu espectro político definido como sendo de direita a extrema-direita. A JCH é a juventude partidária do partido CHEGA. Atualmente, a Juventude é coordenada pela deputada Rita Matias.

## Génese
A JCH, enquanto Juventude do Partido CHEGA dedica-se à formação política dos jovens, assume como princípios e valores o disposto nos estatutos do Partido CHEGA.
Nos termos do artigo 2.º dos seus Estatutos, são tarefas fundamentais da JCH:
- A promoção e a defesa da democracia política nas suas valências, social, económica e cultural, consagradas nos valores do Estado de Direito e nos princípios emergentes da dignidade da pessoa humana;
- A proteção da dignidade da pessoa humana e do valor fundamental da liberdade nas suas diversas vertentes, contra todas as formas de totalitarismo;
- A promoção do bem comum e da solidariedade intergeracional e territorial, numa lógica de promoção do desenvolvimento integral da Nação;
- A defesa de um Estado laico e independente de qualquer igreja ou religião, sem prejuízo da salvaguarda e inviolabilidade do direito fundamental à prática religiosa e cultural, no quadro dos valores basilares do Estado de Direito Democrático;
- A defesa da História, da Cultura e da língua portuguesa, numa lógica de promoção do desenvolvimento cultural e científico da Nação enquanto valores constitucionalmente garantidos;
- O combate à corrupção dos interesses e a todas as formas de fragilização da República a que assistimos nos dias de hoje, nomeadamente a corrupção no Estado, o enfraquecimento das forças de segurança e dos laços de solidariedade dentro da comunidade;

## Direção Nacional
A Direção Nacional da JCH é o órgão responsável pela implementação e execução da estratégia política definida pela Direção Nacional do Partido, bem como pela fiscalização política das atividades dos órgãos distritais e regionais da juventude. Os membros da Direção Nacional da JCH são nomeados pela Direção Nacional do Partido, após proposta do Coordenador da Juventude, para mandatos de 3 anos. A Direção Nacional é composta por 1 Coordenador, 1 Secretário-Geral, 3 Vice-Coordenadores e 6 Vogais de direção.

## Atualidade
A Juventude CHEGA atualmente encontra-se envolvida nas atividades do Partido, participando nos seus eventos e contribuindo para a promoção de propostas a serem apresentadas pelo partido nas eleições e na Assembleia da República. O número de jovens inscritos na Juventude passou de três mil em 2023 para seis mil em 2024, relacionado ao crescimento à campanha nas redes sociais. Na primeira sondagem de 2024, o CHEGA era indicado como o partido mais votado entre os jovens na faixa etária dos 18 aos 34 anos. Após as eleições legislativas de 2024, o CHEGA passou a contar com os três jovens deputados: Rita Matias, Madalena Cordeiro e Daniel Teixeira na bancada parlamentar. Sendo Madalena Cordeiro a deputada mais jovem da XVI legislatura. Com as eleições de maio de 2025, o CHEGA passou a contar com 6 deputados jovens: Rita Matias, Rui Cardoso, Ricardo Reis, Daniel Teixeira, Madalena Cordeiro e Lina Pinheiro, sendo a bancada da XVII Legislatura com mais deputados jovens.